# Przemiana energetyczna
Przemiana energetyczna - jest to proces technologiczny, w którym jedna postać energii (przeważnie nośniki energii pierwotnej) zamieniana jest na inną, pochodną postać energii.
Energia zużywana w przemianie wykorzystywana jest na:
- wsad przemiany (zużycie nośników energii stanowiących surowiec technologiczny przemiany, podlegających przetwarzaniu na inne nośniki energii),
- potrzeby energetyczne przemiany (zużycie energii przez urządzenia pomocnicze obsługujące proces przemiany, takie jak: podajniki paliwa, napędy pomp i wentylatorów itp.).

Nośniki energii zużyte na potrzeby energetyczne przemian są częścią bezpośredniego zużycia energii. 

## Mierniki przemiany energetycznej
Do oceny efektywności procesów przemian energii stosuje się różne mierniki. W praktyce najczęściej stosowane są następujące wskaźniki:
- Sprawność brutto
- Wskaźnik netto
- Współczynnik wykorzystania wsadu (Wykorzystanie wsadu)
- Wskaźnik zużycia paliwa wsadowego brutto
- Wskaźnik zużycia paliwa wsadowego netto
- Wskaźnik potrzeb własnych
- Wskaźnik jednostkowego zużycia energii na potrzeby energetyczne